# Vandals of the Void
Vandals of the Void este un roman science-fiction pentru tineri adulți al scriitorului american Jack Vance, publicat prima dată în 1953. A fost primul roman al lui Vance, care era deja cunoscut pentru numeroasele sale povestiri. 
Romanul implică aventurile adolescentului Dick Murdock, care călătorește de acasă spre planeta Venus pentru a lucra cu tatăl său la un observator de pe Lună. Nava lui Dick este atacată de pirații spațiali și el se implică în efortul de a-i opri pe acești pirați și pe liderul lor misterios, Basilisk. 

## Recepție
Având în vedere că Vance era deja destul de cunoscut în acea perioadă ca autor de povestiri scurte, este surprinzător faptul că romanul pare să fi avut o mică acoperire în presă atunci când a fost publicat. Este menționat în lucrări mai recente; Science Fiction and Fantasy Book Review, care îl caracterizează „ficțiune mediocră” și „prost datată”. James Reasoner l-a revizuit în 2013 ca parte a unei colecții de „romane pierdute...”, concluzionând că „mi-ar fi plăcut absolut această carte când aveam doisprezece ani. Îmi place foarte mult și acum și am mai mult de doisprezece ani". 